# Henri Lapierre
Henri Lapierre – francuski kierowca wyścigowy.

## Kariera
W swojej karierze wyścigowej Lapierre poświęcił się startom w wyścigach samochodów sportowych. W latach 1924–1925 Francuz pojawiał się w stawce 24-godzinnego wyścigu Le Mans. W pierwszym sezonie startów odniósł zwycięstwo w klasie 1.1, a w klasyfikacji generalnej uplasował się na jedenastej pozycji. Rok później nie osiągnął linii mety.